# 07th Expansion
A 07th Expansion egy japán dódzsincsapat, amely a visual novellek egy alágára, a sound novellekre specializálódott. Első munkájuk a Leaf Fight gyűjtögetős kártyajáték nevéhez fűződik, elsősorban a Higurasi no naku koro ni és az Umineko no naku koro ni dódzsin videójáték-sorozatok révén lettek ismertek. Az Alchemist által fejlesztett PlayStation 2-es Higurasi no naku koro ni macuri és a Nintendo DS-es Higurasi no naku koro ni kizuna sorozatok elkészítésében is szerepet vállaltak.

## Alkalmazottak
- Rjúkisi07 — forgatókönyv, illusztráció
- Jatazakura — szövegkönyv, Rjúkisi07 öccse
- BT — honlap (elhunyt)

## Munkáik

### Sound novellek
- Higurasi no naku koro ni
  - Onikakusi-hen — 2002. augusztus 10. (Comiket 62)
  - Vatanagasi-hen — 2002. december 29. (Comiket 63)
  - Tatarigorosi-hen — 2003. augusztus 15. (Comiket 64)
  - Himacubusi-hen — 2004. augusztus 13. (Comiket 66)
- Higurasi no naku koro ni kai
  - Meakasi-hen — 2004. december 30. (Comiket 67)
  - Cumihorobosi-hen — 2005. augusztus 14. (Comiket 68)
  - Minagorosi-hen — 2005. december 30. (Comiket 69)
  - Macuribajasi-hen — 2006. augusztus 13. (Comiket 70)
- Higurasi no naku koro ni rei — 2006. december 31. (Comiket 71)
- Umineko no naku koro ni
  - Episode 1: Legend of the Golden Witch — 2007. augusztus 17. (Comiket 72)
  - Episode 2: Turn of the Golden Witch — 2007. december 31. (Comiket 73)
  - Episode 3: Banquet of the Golden Witch — 2008. augusztus 16. (Comiket 74)
  - Episode 4: Alliance of the Golden Witch — 2008. december 29. (Comiket 75)
- Umineko no naku koro ni csiru
  - Episode 5: End of the Golden Witch — 2009. augusztus 15. (Comiket 76)
  - Episode 6: Dawn of the Golden Witch — 2009. december 30. (Comiket 77)
  - Episode 7: Requiem of the Golden Witch — 2010. augusztus 14. (Comiket 78)
  - Episode 8: Twilight of the Golden Witch — 2010. december 31. (Comiket 79)
- Umineko no naku koro ni cubasza — 2010. december 31. (Comiket 79)
- Umineko no naku koro ni hane — 2011. december 31. (Comiket 81)
- Higanbana no szaku joru ni
  - Dai-icsi joru — 2011. augusztus 13. (Comiket 80)
  - Dai-ni joru — 2011. december 31. (Comiket 81)
- Rose Guns Days
  - 1. évad — 2012. augusztus 11. (Comiket 82)
  - 2. évad — 2012. december 31. (Comiket 83)
  - 3. évad — 2013. augusztus 10. (Comiket 84)
  - Utolsó évad — 2013. december 31. (Comiket 85)
- Higurasi no naku koro ni hó — 2014. augusztus 17. (Comiket 86)
- Trianthology: Szanmenkjó no kuni no Alice — 2016. augusztus 31. (Comiket 90)[1]
- Umineko no naku koro ni szaku — 2019. nyár[2]
- Ciconia When They Cry — 2019. augusztus 9.[3]

### Verekedős játékok
- Ógon muszókjoku — 2010. december 31. (Comiket 79)
- Ógon muszókjoku Cross — 2011. december 31. (Comiket 81)

### Kártyajátékok
- Leaf Fight —
- Tagai vo otoko no ko Maid ni Csókjósiau Game — 2012. november 18, 2012[4][5]